# Colonna di Sant'Oronzo (Lecce)

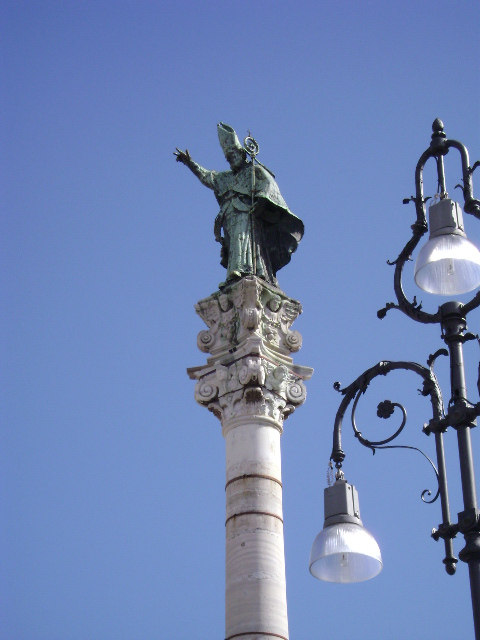
Colonna di Sant'Oronzo

La colonna di Sant'Oronzo, alta circa 29 metri, è situata in piazza Sant'Oronzo a Lecce. Sulla sommità ospita la statua del santo patrono, fino al 2018 quella storica eseguita a Venezia nel 1739 e dal 2024 la nuova copia in bronzo eseguita dopo il restauro dell'antica non più issabile sulla colonna.
La colonna venne eretta in segno di gratitudine a sant'Oronzo, a cui la città attribuì la sua preservazione dalla peste diffusasi nel 1656 nel Regno di Napoli. 

## Storia
Il monumento venne realizzato utilizzando i rocchi crollati dello stelo marmoreo di una delle due colonne romane che erano poste al termine della Via Appia a Brindisi.
I lavori, iniziati nel 1666 furono ben presto sospesi a causa della mancanza di fondi. Ripresi nel 1681 furono ultimati cinque anni dopo. I lavori furono guidati dall'architetto leccese Giuseppe Zimbalo, il quale costruì il basamento in pietra animato da balaustre e statue e rastremò i rocchi i quali risultavano scheggiati a causa del crollo. Anche il capitello adoperato fu quello dell'antica colonna romana, sul quale venne posizionata una statua (alta 4,16 m) in legno veneziano ricoperta di rame, di Sant'Oronzo, raffigurato in abiti vescovili nell'atto di benedire la città. 
Durante i festeggiamenti del Santo nell'agosto del 1737, un razzo colpì e bruciò la statua che venne totalmente rifatta; la nuova effigie di S. Oronzo fu realizzata in legno e ricoperta di placche di rame (sempre a Venezia) e riprese definitivamente il suo posto nel 1739.
Durante la guerra del 1940 la statua di sant'Oronzo fu conservata e restaurata nel duomo.
Alla fine del conflitto, probabilmente tra il 1945 e 1950 fu definitivamente posizionata sulla colonna.
Il 30 gennaio 2019 la statua è stata rimossa dalla colonna per urgenti restauri artistici. In base alle analisi e ai pareri scientifici acquisiti in questa fase, lo stato della struttura lignea interna e del rivestimento in rame esterno è risultato così compromesso da escludere il suo riposizionamento sulla colonna. La soprintendenza ha dato così l'ok alla realizzazione di una copia da porre sulla colonna e alla musealizzazione dell'originale in un luogo che sarà individuato sulla base delle migliori condizioni di conservazione prese di comune accordo fra tutti gli enti coinvolti (comune, curia diocesana e soprintendenza).
La nuova statua in bronzo, copia dell'originale del '700, è stata realizzata dalla nota fonderia Del Giudice di Nola, ed è arrivata a Lecce giovedì 11 aprile 2024 dando inizio a tre giorni di particolare festa cittadina e religiosa conclusa il successivo 13 aprile con il collocamento definitivo della nuova statua sulla colonna davanti a migliaia di leccesi che hanno affollato la piazza, ritornando così a svettare sui cieli del capoluogo salentino dopo 5 anni di assenza.